# Pétrus Richarme
Pierre dit Pétrus Richarme, né le 18 septembre 1833 à Rive-de-Gier (Loire) et mort le 9 juin 1892 à Paris, est un industriel et homme politique français.
Directeur d'une importante verrerie, il est maire de Rive-de-Gier de septembre 1870 à janvier 1874. Il est également conseiller général du canton de Rive-de-Gier en 1871. Il est député de la Loire de 1876 à 1881, inscrit au groupe de la Gauche républicaine. Il est l'un des 363 qui refusent la confiance au gouvernement de Broglie, le 16 mai 1877.
En 1878 il est fait chevalier de la légion d'honneur.
À partir de 1882 il entretint une relation avec la comédienne Marie Colombier, devenue chroniqueuse mondaine.

## Sources
- « Pétrus Richarme », dans Adolphe Robert et Gaston Cougny, Dictionnaire des parlementaires français, Edgar Bourloton, 1889-1891 [détail de l’édition]